# Петер Хорват
Петер Хорват (угор. Péter Horváth, 30 серпня 1974) — угорський плавець.
Учасник Олімпійських Ігор 1992, 1996, 2000, 2004 років.
Призер Чемпіонату світу з водних видів спорту 1994, 1998 років.
Призер Чемпіонату Європи з водних видів спорту 1991, 1993, 1995 років.